# 聖奧古斯丁海岸 (佛羅里達州)
聖奧古斯丁海岸（英語：St. Augustine）是位於美國佛羅里達州聖約翰斯縣的一個人口普查指定地區。

## 地理
聖奧古斯丁海岸的座標為29°48′40″N 81°18′36″W / 29.81111°N 81.31000°W，而該地最高點為海拔高度8米（即26英尺）。

## 人口
根據2010年美國人口普查的數據，聖奧古斯丁海岸的面積為9.00平方千米，當中陸地面積為8.90平方千米，而水域面積為0.10平方千米。當地共有人口4922人，而人口密度為每平方千米546人。